# ناحیه ایرا، میشیگان
ناحیه ایرا (به انگلیسی: Ira Township) یک منطقهٔ مسکونی در ایالات متحده آمریکا است که در شهرستان سنت کلیر، میشیگان واقع شده‌است.
 ناحیه ایرا ۵۵٫۹ کیلومتر مربع مساحت و ۵٬۱۷۸ نفر جمعیت دارد و ۱۷۹ متر بالاتر از سطح دریا واقع شده‌است.